# Rousset-les-Vignes
Rousset-les-Vignes är en kommun i departementet Drôme i regionen Auvergne-Rhône-Alpes i sydöstra Frankrike. Kommunen ligger i kantonen Grignan som tillhör arrondissementet Nyons. År 2022 hade Rousset-les-Vignes 275 invånare.

## Befolkningsutveckling
Antalet invånare i kommunen Rousset-les-Vignes
Referens:INSEE